# Sedum oligospermum
Sedum oligospermum là một loài thực vật có hoa trong họ Crassulaceae. Loài này được Maire miêu tả khoa học đầu tiên năm 1939.